# 塩崎彰久
塩崎彰久（しおざき あきひさ、1976年〈昭和51年〉9月9日 - ）は、日本の政治家、弁護士。自由民主党所属の衆議院議員（2期）、自由民主党副幹事長。
厚生労働大臣政務官（第2次岸田第2次改造内閣・第1次石破内閣）を務めた。

## 来歴
愛媛県松山市出身。松山市立道後小学校、愛光中学校・高等学校をへて、1999年、東京大学法学部卒業。スタンフォード大学へ留学し、国際政治学を学ぶ。
帰国後、長島・大野・常松法律事務所入所。父の塩崎恭久が第1次安倍内閣の内閣官房長官を務めた際には、内閣官房長官秘書官として官邸勤務。
長島・大野・常松法律事務所のパートナー（共同経営者）弁護士として19年間活動し、危機管理・コンプライアンス分野やスタートアップ企業の支援を中心に担当。
2017年にThe Asia Lawyerなど専門誌が選出するAsia Legal Awardsにてコンプライアンス部門のアジア年間最優秀弁護士（Compliance/Investigations Lawyer of the Year）を受賞。塩崎恭久の次期総選挙不出馬にともなって自民党県連が実施した、愛媛1区候補公募に応募。2021年7月、18人の中から候補者に選ばれた。2021年10月31日、第49回衆議院議員総選挙にて初当選。11月25日、清和政策研究会に加入する。
2021年11月17日、 党デジタル社会推進本部事務局次長に就任。
2022年8月、党デジタル社会推進本部web3プロジェクトチーム事務局長に就任。
2022年9月13日、党情報調査局次長に就任。
2022年10月4日、党消費者問題調査会霊感・悪徳商法等の被害救済に関する小委員会事務局次長に就任。
2022年12月23日、改正公職選挙法が28日に施行されるのを前に、次期衆院選の公認予定者となる支部長を決定した。塩崎本人は新愛媛1区(松山市全域)の支部長に選定された。
2023年9月13日、第2次岸田第2次改造内閣が発足。9月15日付で厚生労働大臣政務官に就任。
2024年9月27日に行われた自民党総裁選挙において小林鷹之の推薦人に名を連ねた。1回目の投票では小林に投じ、得票数1位の高市早苗と2位の石破茂が進んだ決選投票では高市に投じた。
2024年10月27日、第50回衆議院議員総選挙にて2選。同年11月15日、自由民主党副幹事長に就任。

## 政策・主張

### 外交・安保
- 攻撃を受ける前に相手の拠点をたたく「敵基地攻撃能力」の保有について反対[18]。
- 日本の核武装について将来にわたって検討すべきではないとしている[18]。

### 経済・財政
- 消費税率について当面は10％を維持すべきとしている[18]。
- 原発は当面は必要だが、将来的には廃止すべきとしている[18]。
- 外国人労働者をもっと受け入れるべきとしている[18]。

### 憲法改正
- 憲法改正に賛成[18]。
- 憲法9条を改正して自衛隊の存在を明記すべきとしている[18]。

### その他
- 選択的夫婦別姓の制度導入に賛成[18]。

## 人物

### 家族
妻と長男、次男。

## エピソード
- 2021年6月19日、父の塩崎恭久が記者会見で「次世代へのバトンタッチが必要だ。地域や国のために、形がどうあれ貢献していきたい」と述べ、年内に予定される第49回衆議院議員総選挙には出馬せず、引退する意向を示した[19][20]。自民党県連による公募での書類と面接審査の末、後続として長男の彰久が総選挙に出馬することが決まった[7]。
- 乙武洋匡とは旧知の中で「あきくん」「おとちゃん」と呼び合っているという[6]。

## 選挙歴
| 当落 | 選挙                   | 執行日         | 年齢 | 選挙区      | 政党       | 得票数     | 得票率 | 定数 | 得票順位 /候補者数 | 政党内比例順位 /政党当選者数 |
| ---- | ---------------------- | -------------- | ---- | ----------- | ---------- | ---------- | ------ | ---- | ------------------ | ---------------------------- |
| 当   | 第49回衆議院議員総選挙 | 2021年10月31日 | 45   | 愛媛県第1区 | 自由民主党 | 11万9633票 | 60.81% | 1    | 1/2                | /                            |
| 当   | 第50回衆議院議員総選挙 | 2024年10月27日 | 48   | 愛媛県第1区 | 自由民主党 | 10万5498票 | 54.02% | 1    | 1/4                | /                            |

## 所属団体・議員連盟
- 自民党たばこ議員連盟[21]

## 書籍

### 共著
- 『サイバーセキュリティ法務』（商事法務 2021年2月） ISBN 978-4785728403